# Francis Frederick
Francis Harland "Frank" Frederick (født 28. februar 1907 i Alameda, Californien, død 2. maj 1968 i Berkeley, Californien) var en amerikansk roer og olympisk guldvinder.

## Rokarriere
Frederick var en del af otteren fra University of California, hvor han var kendt som bådens optimist og humørspreder. Denne båd repræsenterede USA ved OL 1928 i Amsterdam. Resten af besætningen bestod af Jack Brinck, Marvin Stalder, Bill Thompson, Bill Dally, Jim Workman, Hubert Caldwell, Peter Donlon og styrmand Don Blessing. Der deltog i alt 11 både i konkurrencen, hvor amerikanerne kom i finalen ved at vinde alle deres heats. I finalen mødte de den britiske båd, der havde en nem semifinale uden konkurrenter, og de lagde også bedst fra land, men amerikanerne tog sig sammen og vandt deres tredje OL-guld i træk, mens Storbritannien fik sølv og Canada som tabende semifinalist bronze.

## Videre karriere
Stalder blev geolog og arbejdede med mineraludvinding i det nordlige Californien.

## OL-medaljer
- 1928:  Guld i otter